# Kordjīn
Kordjīn (persiska: كردجين) är en ort i Iran.   Den ligger i provinsen Qazvin, i den nordvästra delen av landet, 230 km väster om huvudstaden Teheran. Kordjīn ligger 1 888 meter över havet och antalet invånare är 144.
Terrängen runt Kordjīn är kuperad söderut, men norrut är den platt.Runt Kordjīn är det ganska tätbefolkat, med 108 invånare per kvadratkilometer. Närmaste större samhälle är Āzambār, 9,9 km nordväst om Kordjīn. Trakten runt Kordjīn består i huvudsak av gräsmarker.